# Heteropoda warrumbungle
Heteropoda warrumbungle là một loài nhện trong họ Sparassidae.
Loài này thuộc chi Heteropoda. Heteropoda warrumbungle được Hugh Davies miêu tả năm 1994.